# Marzena Kipiel-Sztuka
Marzena Kipiel-Sztuka (19 de octubre de 1965 – 9 de junio de 2024) fue una actriz polaca de teatro y televisión. Fue más conocida por su papel como Halina Kiepska, uno de los personajes principales en la serie de comedia The Lousy World (1999–2022).

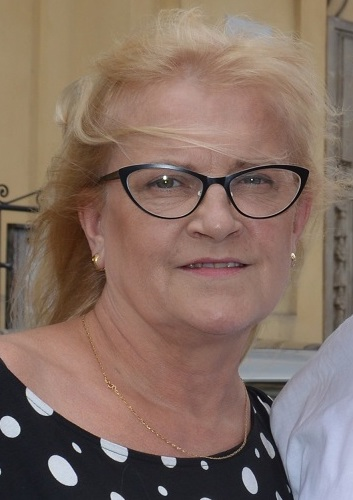
Marzena Kipiel-Sztuka en 2019

## Biografía
Marzena Kipiel-Sztuka nació el 19 de octubre de 1965 en Legnica, Polonia. Se graduó de la Escuela Vocacional de Construcción en Legnica. De 1987 a 1989, trabajó como apuntadora en el Aleksander Fredro Theatre en Gniezno, y de 1989 a 2000 fue actriz en el Helena Modrzejewska Theatre en Legnica. En 1991, aprobó un examen extramural, y en 1993, recibió el premio Złota Iglica por actuación. En los años 90, también trabajó brevemente como cantante en Omán durante medio año, y como empleada doméstica en Múnich, Alemania.
En 1997, tuvo un papel menor en la película belga-neerlandesa Character. Desde 1999 hasta 2022, interpretó a Halina Kiepska, uno de los personajes principales en la serie de comedia polaca The Lousy World. Se volvió reconocida a nivel nacional, y sigue siendo su papel más famoso. También tuvo pequeños papeles en las series de televisión Crime Wave (2004, 2006) y First Love (2004), así como en las películas Tricks (2007), Byzuch 2: Rewizyta (2010), y Kop głębiej (2012).
En 2007, participó en el programa de talentos de Polsat Jak oni śpiewają. En 2014, recibió el premio Kryształowy Granat a la mejor actuación de comedia en el 18.º Festival de Cine de Comedia de Toda Polonia en Lubomierz.
Kipiel-Sztuka tuvo pequeños papeles en las películas Figher (2019), 1:11 (2021), y Love is Nearby (2022), y en las series de televisión Sprawiedliwi – Wydział Kryminalny (2019) y The Behaviorist (2022). En 2023 apareció en el video musical de la canción "Maradona" de SMKKPM.
Kipiel-Sztuka realizó una gira con su espectáculo musical titulado Życie nie jest kiepskie (Life is not so bad). También fue una partidaria de larga data de los eventos benéficos del Independent Self-Governing Trade Union of the Police Officers. En 2019, por sus esfuerzos, fue galardonada con la Cruz de Independencia de primera clase con Estrella.

### Vida personal y muerte
Su primer esposo fue el director y productor de cine Konrad Sztuka. Se divorciaron, y él falleció en 2015. Posteriormente, tuvo una relación con Mariusz Piesiewicz, miembro del equipo de filmación de The Lousy World, hasta su repentina muerte en 2005. Se casó con su segundo esposo, Przemysław Buksakowski, en 2007, y estuvo con él hasta su fallecimiento en 2009. No tuvo hijos.
Kipiel-Sztuka padecía enfermedad pulmonar obstructiva crónica y trastorno depresivo mayor. Falleció el 9 de junio de 2024, a la edad de 58 años.

## Filmografía

### Largometrajes
| Año  | Título             | Papel              | Notas    |
| ---- | ------------------ | ------------------ | -------- |
| 1997 | Character          |                    |          |
| 2007 | Tricks             | Madre de Viola     |          |
| 2010 | Byzuch 2: Rewizyta | Marzena            |          |
| 2012 | Kop głębiej        | Daria Nowak        |          |
| 2016 | Jak uratować mamę  | Bruja              | Solo voz |
| 2019 | Fighter            | Enfermera          |          |
| 2021 | 1:11               | Janina             |          |
| 2022 | Love is Nearby     | Grażyna Kulikowska |          |

### Series de televisión
| Año       | Título                            | Papel                      | Notas                              |
| --------- | --------------------------------- | -------------------------- | ---------------------------------- |
| 1999–2022 | The Lousy World                   | Halina Kiepska             | Papel principal                    |
| 2004      | Crime Wave                        | Propietaria de restaurante | Episodio: "Decyzja" (no. 8)        |
| 2006      | Crime Wave                        | Danczewska                 | Episodio: "Krwawa szkoła" (no. 52) |
| 2004      | First Love                        | Enfermera Jola             | Episodio n.º 52                    |
| 2007      | Jak oni śpiewają                  | Ella misma (concursante)   | Programa de talentos               |
| 2012      | Galeria                           | Ama de llaves              |                                    |
| 2019      | Sprawiedliwi – Wydział Kryminalny | Genowefa Kopczyk           |                                    |
| 2021      | Kabaret na żywo                   | Krystyna Pawłowicz         | 1 episodio                         |
| 2022      | The Behaviorist                   | Tía de Horst               | 2 episodios                        |